# Bohumil Benoni

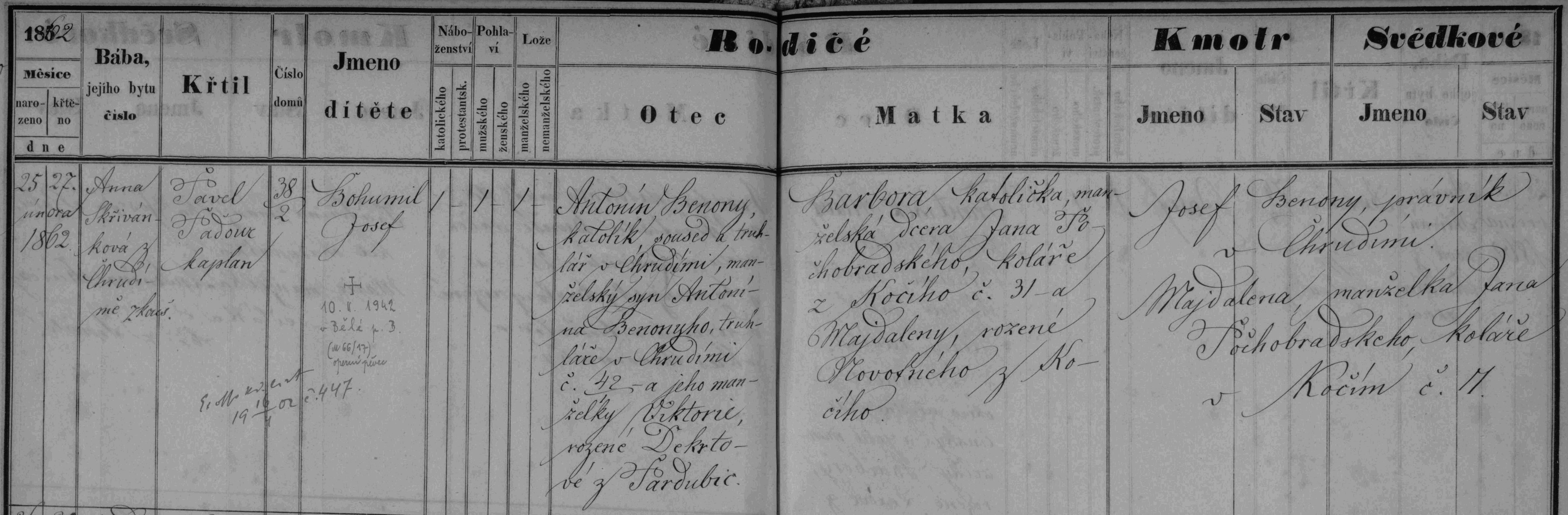
matriční zápis o narození Bohumila Benoniho (matrika N 1857-1862 – Chrudim, SOA Zámrsk)

Bohumil Benoni (25. února 1862 Chrudim – 10. února 1942 Bělá pod Bezdězem), byl český operní pěvec – barytonista, dlouholetý člen opery Národního divadla v Praze a posléze hudební pedagog. Jako vůbec první český pěvec dostal nabídku na účinkování v Metropolitní opeře v New Yorku, kterou však odmítl.

## Původ a vzdělání
Bohumil Benoni pocházel z rodiny se starou rodovou tradicí. Její původ je matrikově zpětně doložen až do konce 17. století, kdy do Čech ze severní Itálie přišel nejstarší známý představitel rodu Benoni a usadil se v Chrudimi.
Bohumil Benoni od mládí tíhnul k umění a také miloval knihy. Z toho důvodu se nejprve začal učit knihkupcem. Záhy však přešel na hospodářskou školu. Láska ke zpěvu ho odtud však rychle dovedla do operní školy J. I. Lukeše v Praze, kde se začal připravovat na svou pozdější uměleckou dráhu.

## Umělecká kariéra
Do Národního divadla byl Bohumil Benoni angažován po svém úspěšném debutu ze 7. dubna 1883, kdy zazářil v úloze Valentina ve hře Faust a Markétka. Okamžitě získal smlouvu na angažmá se zpětnou platností od 1. dubna 1883. V následujících téměř třiceti letech odehrál na prknech Národního divadla několik desítek významných operních úloh.
Členem souboru Národního divadla byl až do 30. června 1912. Po odchodu do důchodu si v Praze otevřel pěveckou školu (jeho žákem byl mimo jiné Zdeněk Otava) a věnoval se rovněž publikování. Napsal divadelní memoáry, které jsou cenným zdrojem informací o historii Národního divadla a publikoval i několik knih zaměřených na teorii zpěvu.
Ve svých 57 letech si poprvé a naposled také zahrál ve filmu. V němém melodramatu režiséra V. Majera Píseň lásky z roku 1919 ztělesnil bohatého bankéře, jehož zklamaná manželka spočine v náručí jeho synovce. Tyto filmové materiály jsou však v současnosti pokládány za ztracené.

## Osobní život
Bohumil Benoni se poprvé oženil roku 1885 s Vítězslavou Kratochvílovou (1866–1888). Jejich první syn Bohumil se narodil 11 února 1866, ale ještě téhož dne zemřel.  V srpnu téhož roku se v Praze narodila mrtvá dvojčata - chlapci. Vítězslava zemřela v srpnu 1888 na zánět pohrudnice v pouhých jednadvaceti letech. 
V červenci 1890 se oženil s herečkou Hanou Dumkovovou (1868–1922). V dubnu 1891 se jim narodila dcera Barbora, která se v roce 1910 provdala za architekta Františka Buldru mladšího (1882–1942). Rok po smrti druhé manželky se oženil s rozvedenou Idou Řeřábkovou (1889–?), rozenou Popelíkovou.
Bohumil Benoni zemřel na svém venkovském sídle v Bělé pod Bezdězem. Pohřben je však v rodné Chrudimi.
Strýcem Bohumila Benoniho byl novinář a politik Josef Benoni z Chrudimi.